# Георги Фотев (Мъклен)
 Тази статия е за драмския революционер на ВМОРО.  За други значения вижте Георги Фотев.  
Георги Фотев или Радулов е български просветен деец и революционер от Вътрешната македоно-одринска революционна организация.

## Биография
Георги Фотев е роден в сярското село Мъклен, тогава в Османската империя. Влиза във ВМОРО. През октомври 1907 година на Втория драмски околийски конгрес е избран за член на Драмския околийски комитет на ВМОРО и за делегат на Серския окръжен конгрес.
Делегат е от Сяр на Първия общ събор на Българската матица в Солун от 20 до 22 април 1910 година.